# Callipeltis factorovskyi
Callipeltis factorovskyi là một loài thực vật có hoa trong họ Thiến thảo. Loài này được (Eig) Ehrend. mô tả khoa học đầu tiên năm 1964.